# ثقبة وداجية
الثُّقْبَةُ الوِداجِيَّة هي ثقبة (فتحة) كبيرة في قاعدة الجمجمة. تقع الثقبة خلف القناة السباتية وتتشكل أمام الجزء الصخري من العظم الصدغي وخلف العظم القذالي. والثقبة بشكل عام أكبر على الجانب الأيمن من الجانب الأيسر.

## محتويات الثقبة
تمر الأعصاب القحفية: التاسعة، العاشرة (المبهم)، الحادي عشر والوريد الوداجي الداخلي عبر الثقبة الوداجية.
يمكن تقسيم الثقبة الوداجية إلى ثلاثة أقسام، لكل منها محتوياتها الخاصة.
- ينقل القسم الأمامي الجيب الصخري السفلي
- ينقل القسم الأوسط العصب اللساني البلعومي، والعصب المبهم والعصب الإضافي.
- ينقل القسم الخلفي الجيب السيني (يصبح فيما بعد الوريد الوداجي الداخلي) وبعض الفروع السحائية من الشرايين البلعومية الصاعدة والقذالية.

يوجد تصنيف فرعي قائم على التصور، تحدده الشوكة الوداجية وهو عبارة عن سلسلة من التلال العظمية تفصل جزئياً الثقبة الوداجية إلى جزأين:
- تحتوي حجرة "pars nervosa" الأصغر حجماً والأمامية، على العصب البلعومي اللساني، (العصب الطبلي، أحد فروع العصب التاسع)، وتتلقى العائد الوريدي من الجيب الصخري السفلي..
- تحتوي حجرة "pars vascularis" الأكبر حجماً والخلفية، على العصب المبهم والعصب الإضافي وعصب أرنلود (أو الفرع الأذني من العصب المبهم، اوالذي يساهم في منعكس أرنلود (منعكس السعال)، حيث يؤدي تحفيز الصماخ السمعي الخارجي إلى السعال) وبصلة الوريد الوداجي والفرع السحائي الخلفي من الشريان البلعومي الصاعد.

## الأهمية السريرية
يمكن أن يؤدي الانسداد في الثقبة إلى «متلازمة فيرنيت».

## صور إضافية

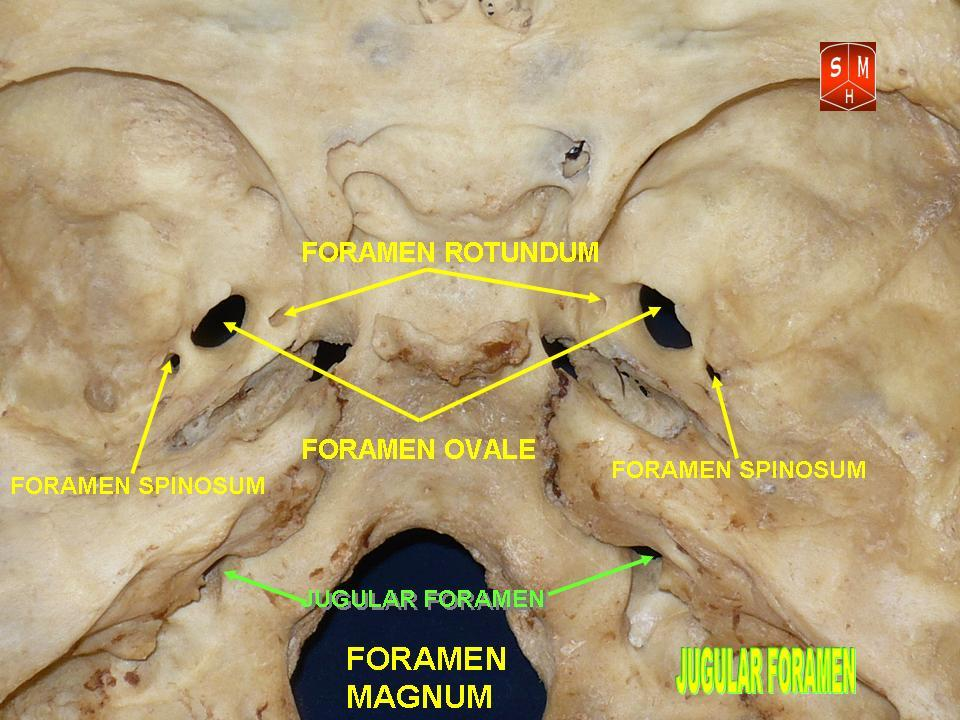
الثقبة الوداجية
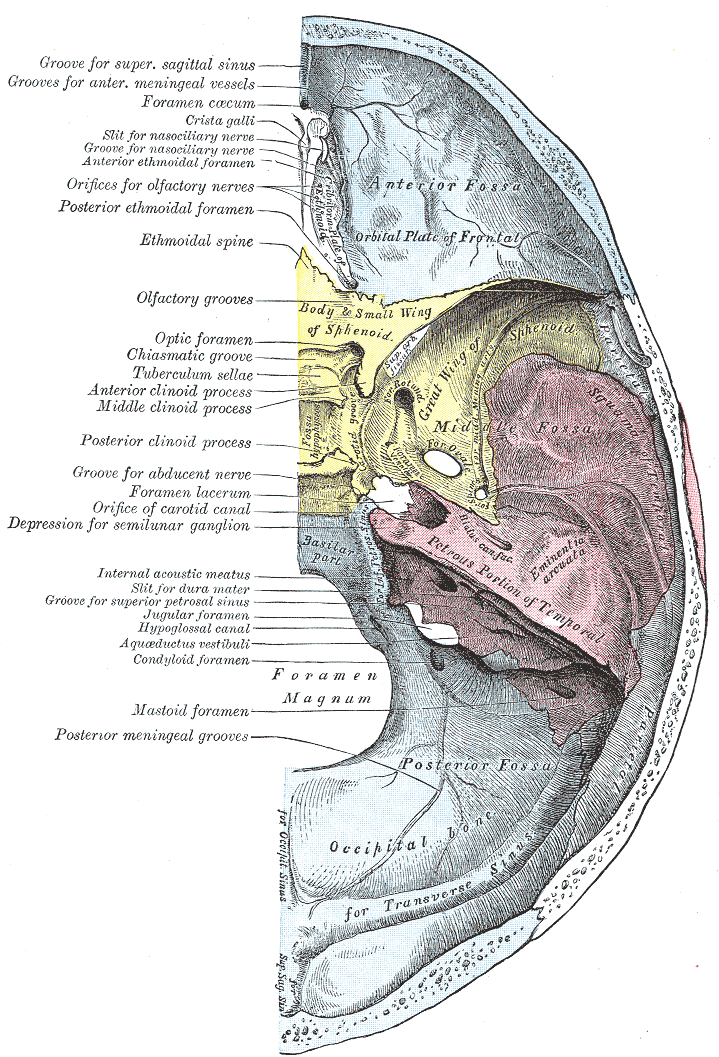
السطح العلوي لقاعدة الجمجمة.

## روابط خارجية
- شكل تشريحي: 22:5b-12 على موقع مركز سوني دونستات الطبي (تشريح بشري عبر الإنترنت).
- شكل تشريحي: 22:4a-08 على موقع مركز سوني دونستات الطبي (تشريح بشري عبر الإنترنت).
- درسٌ تشريحي حول cranialnerves مُعدٌ بواسطة ويسلي نورمان (جامعة جورجتاون). (IX، XI)
- "Anatomy diagram: 34257.000-1". Roche Lexicon - illustrated navigator. Elsevier. مؤرشف من الأصل في 2012-07-22.
- جامعة كاليفورنيا سان دييغو نسخة محفوظة 21 أكتوبر 2021 على موقع واي باك مشين.